# Screen Actors Guild Awards 2008
La quattordicesima cerimonia del Premio SAG si è svolta il 27 gennaio 2008 allo Shrine Exposition Center di Los Angeles.

## Cinema

### Migliore attore protagonista
- Daniel Day-Lewis – Il petroliere (There Will Be Blood)
- George Clooney – Michael Clayton
- Ryan Gosling – Lars e una ragazza tutta sua (Lars and the Real Girl)
- Emile Hirsch – Into the Wild - Nelle terre selvagge (Into the Wild)
- Viggo Mortensen – La promessa dell'assassino (Eastern Promises)

### Migliore attrice protagonista
- Julie Christie – Away from Her - Lontano da lei (Away from Her)
- Cate Blanchett – Elizabeth: The Golden Age
- Marion Cotillard – La Vie en rose
- Angelina Jolie – A Mighty Heart - Un cuore grande (A Mighty Heart)
- Ellen Page – Juno

### Migliore attore non protagonista
- Javier Bardem – Non è un paese per vecchi (No Country for Old Men)
- Casey Affleck – L'assassinio di Jesse James per mano del codardo Robert Ford (The Assassination of Jesse James by the Coward Robert Ford)
- Hal Holbrook – Into the Wild - Nelle terre selvagge
- Tommy Lee Jones – Non è un paese per vecchi
- Tom Wilkinson – Michael Clayton

### Migliore attrice non protagonista
- Ruby Dee – American Gangster
- Cate Blanchett – Io non sono qui
- Catherine Keener – Into the Wild - Nelle terre selvagge
- Amy Ryan – Gone Baby Gone
- Tilda Swinton – Michael Clayton

### Miglior cast
- Non è un paese per vecchi
Javier Bardem, Garret Dillahunt, Woody Harrelson, Kelly Macdonald, Tess Harper, Tommy Lee Jones, Josh Brolin
- American Gangster
Armand Assante, Josh Brolin, Russell Crowe, Ruby Dee, Chiwetel Ejiofor, Idris Elba, Cuba Gooding Jr., Carla Gugino, John Hawkes, Ted Levine, Joe Morton, Lymari Nadal, John Ortiz, RZA, Yul Vazquez, Denzel Washington
- Hairspray - Grasso è bello (Hairspray)
Nikki Blonsky, Amanda Bynes, Paul Dooley, Zac Efron, Allison Janney, Elijah Kelley, James Marsden, Michelle Pfeiffer, Queen Latifah, Brittany Snow, Jerry Stiller, John Travolta, Christopher Walken
- Into the Wild - Nelle terre selvagge
Brian Dierker, Marcia Gay Harden, Emile Hirsch, Hal Holbrook, William Hurt, Catherine Keener, Jena Malone, Kristen Stewart, Vince Vaughn
- Quel treno per Yuma (3:10 to Yuma)
Christian Bale, Russell Crowe, Peter Fonda, Ben Foster, Logan Lerman, Gretchen Mol, Dallas Roberts, Vinessa Shaw, Alan Tudyk

### Migliori controfigure
- The Bourne Ultimatum - Il ritorno dello sciacallo (The Bourne Ultimatum)
- 300
- Io sono leggenda (I Am Legend)
- The Kingdom
- Pirati dei Caraibi - Ai confini del mondo (Pirates of the Caribbean: At World's End)

## Televisione

### Migliore attore in un film televisivo o miniserie
- Kevin Kline – As You Like It - Come vi piace (As You Like It)
- Michael Keaton – The Company
- Oliver Platt – The Bronx is Burning
- Sam Shepard – Ruffian - Veloce come il vento (Ruffian)
- John Turturro – The Bronx is Burning

### Migliore attrice in un film televisivo o miniserie
- Queen Latifah – Life Support
- Ellen Burstyn – Un giorno ancora (Mitch Albom's For One More Day)
- Debra Messing – The Starter Wife
- Anna Paquin – Bury My Heart at Wounded Knee
- Vanessa Redgrave – The Fever
- Gena Rowlands – L'ultimo compleanno (What If God Were the Sun?)

### Migliore attore in una serie drammatica
- James Gandolfini – I Soprano (The Sopranos)
- Michael C. Hall – Dexter
- Jon Hamm – Mad Men
- Hugh Laurie – Dr. House - Medical Division (House M.D.)
- James Spader – Boston Legal

### Migliore attrice in una serie drammatica
- Edie Falco – I Soprano
- Glenn Close – Damages
- Sally Field – Brothers & Sisters - Segreti di famiglia (Brothers & Sisters)
- Holly Hunter – Saving Grace
- Kyra Sedgwick – The Closer

### Migliore attore in una serie commedia
- Alec Baldwin – 30 Rock
- Steve Carell – The Office
- Ricky Gervais – Extras
- Jeremy Piven – Entourage
- Tony Shalhoub – Detective Monk (Monk)

### Migliore attrice in una serie commedia
- Tina Fey – 30 Rock
- Christina Applegate – Samantha chi? (Samantha Who?)
- America Ferrera – Ugly Betty
- Mary-Louise Parker – Weeds
- Vanessa L. Williams – Ugly Betty

### Migliore cast in una serie drammatica
- I Soprano
Gregory Antonacci, Lorraine Bracco, Edie Falco, James Gandolfini, Dan Grimaldi, Robert Iler, Michael Imperioli, Arthur Nascarella, Steve Schirripa, Matt Servitto, Jamie-Lynn Sigler, Tony Sirico, Aida Turturro, Steven Van Zandt, Frank Vincent
- Boston Legal
René Auberjonois, Candice Bergen, Julie Bowen, Saffron Burrows, Christian Clemenson, Taraji P. Henson, John Larroquette, William Shatner, James Spader, Tara Summers, Mark Valley, Gary Anthony Williams, Constance Zimmer
- The Closer
G. W. Bailey, Michael Paul Chan, Raymond Cruz, Tony Denison, Robert Gossett, Gina Ravera, Corey Reynolds, Kyra Sedgwick, J. K. Simmons, Jon Tenney
- Grey's Anatomy
Justin Chambers, Eric Dane, Patrick Dempsey, Katherine Heigl, T. R. Knight, Chyler Leigh, Sandra Oh, James Pickens Jr., Ellen Pompeo, Sara Ramírez, Elizabeth Reaser, Brooke Smith, Kate Walsh, Isaiah Washington, Chandra Wilson
- Mad Men
Bryan Batt, Anne Dudek, Michael Gladis, Jon Hamm, Christina Hendricks, January Jones, Vincent Kartheiser, Robert Morse, Elisabeth Moss, Maggie Siff, John Slattery, Rich Sommer, Aaron Staton

### Migliore cast in una serie commedia
- The Office
Leslie David Baker, Brian Baumgartner, Creed Bratton, Steve Carell, David Denman, Jenna Fischer, Kate Flannery, Melora Hardin, Mindy Kaling, Angela Kinsey, John Krasinski, Paul Lieberstein, B.J. Novak, Oscar Nuñez, Phyllis Smith and Rainn Wilson
- 30 Rock
Scott Adsit, Alec Baldwin, Katrina Bowden, Kevin Brown, Grizz Chapman, Tina Fey, Judah Friedlander, Jane Krakowski, Jack McBrayer, Tracy Morgan, Maulik Pancholy, Keith Powell, Lonny Ross
- Desperate Housewives
Andrea Bowen, Ricardo Antonio Chavira, Marcia Cross, Dana Delany, James Denton, Nathan Fillion, Lindsey Fonseca, Rachel Fox, Teri Hatcher, Zane Huett, Felicity Huffman, Kathryn Joosten, Brent Kinsman, Shane Kinsman, Joy Lauren, Eva Longoria Parker, Kyle MacLachlan, Shawn Pyfrom, Doug Savant, Dougray Scott, Nicollette Sheridan, John Slattery, Brenda Strong
- Entourage
Rhys Coiro, Kevin Connolly, Kevin Dillon, Jerry Ferrara, Adrian Grenier, Rex Lee Lloyd, Jeremy Piven, Perrey Reeves
- Ugly Betty
Alan Dale, America Ferrera, Christopher Gorham, Mark Indelicato, Ashley Jensen, Judith Light, Eric Mabius, TBecki Newton, Ana Ortiz, Tony Plana, Rebecca Romijn, Michael Urie, Vanessa Williams

### Migliori controfigure
- 24
- Heroes
- Lost
- Roma (Rome)
- The Unit

## SAG Annual Life Achievement Award
- Charles Durning